# Colesteatoma
Colesteatoma é uma lesão cística não cancerígena bem demarcada, é uma lesão derivada de um crescimento anormal de queratinização do epitélio escamoso no osso temporal, sendo comumente caracterizada como “pele no lugar errado”. O colesteatoma resulta da atividade enzimática da matriz de colesteatoma. Esse crescimento anormal é localmente invasivo e capaz de causar a destruição de estruturas da orelha média, os três ossículos (o martelo, a bigorna e o estribo) e a janela oval. Além disso, o epitélio escamoso pode se tornar destrutivo em um ambiente de infecção crônica, aumentando assim os efeitos osteolíticos do colesteatoma (caracterizada por perda/enfraquecimento ósseo dos ossículos do sistema). Devido à capacidade fatal de complicações intracranianas, os colesteatomas continuam sendo causa de morbidade pediátrica e morte para aqueles que não têm acesso a cuidados médicos avançados. Os colesteatomas podem ser classificados em dois tipos diferentes: congênito, que é específico da infância, e adquirida, que afeta crianças e adultos.

## Sintomas
No início, os sintomas são leves. Somente quando o cisto atinge um tamanho maior é que surgem os efeitos mais graves. Os principais sintomas observados pelos profissionais são:
- desconforto e dores no ouvido;
- sensação de pressão de ouvido, como se estivesse entupido;
- vertigem e perda do equilíbrio;
- zumbido;
- diminuição da capacidade auditiva;
- liberação de secreção do ouvido com odor fétido bastante forte.[10]

## Diagnóstico
O diagnóstico fundamenta-se no exame clínico por meio da otoscopia, sendo que exames de imagem como a tomografia computadorizada e a ressonância magnética também podem ser realizados, a fim de detectar a extensão da lesão e de possíveis complicações, como a osteólise da cadeia ossicular.

## Tratamento
O tratamento é geralmente cirúrgico, porém, em determinadas situações em que a cirurgia não pode ser realizada, o colesteatoma pode ser tratado de forma clinica paliativa. Em relação ao tratamento cirúrgico, quanto mais precoce a intervenção, menor a extensão da doença, logo, menos invasiva a cirurgia, e menor o risco de complicações e de recidiva. Porém, apesar de ser considerada uma cirurgia relativamente segura e de não existir uma idade mínima necessária, o doente deve ter pelo menos 10 a 12 meses para justificar os riscos cirúrgico e anestésico associados ao procedimento. Com esta idade, o canal auditivo externo e o ouvido médio já têm um volume suficiente para acomodar a cirurgia e o risco anestésico é mínimo.